# Franco Albini
Franco Albini (* 17. Oktober 1905 in Robbiate, Provinz Lecco; † 1. November 1977 in Mailand) war ein italienischer Architekt und Designer.

## Leben
Albini studierte Architektur am Mailänder Polytechnikum, wo er 1929 diplomierte. Nach einer kurzen Tätigkeit im Büro von Gio Ponti eröffnete er 1930 sein eigenes Architekturbüro in Mailand. 1952 begann er eine Büropartnerschaft mit Franca Helg, 1962 mit Antonio Piva und 1965 schließlich mit seinem Sohn Marco Albini.
Albinis erste Berufsjahre sind geprägt von seiner Nähe zu den jungen Architekten des italienischen Razionalismo und dem vorwiegend theoretisch arbeitenden Edoardo Persico, der von 1933 bis 1936 die Zeitschrift "Casabella" leitete. Schon bei Albinis erstem Projekt, dem Pavillon für das Istituto Nazionale delle Assicurazioni (INA) auf der Mailänder Messe (1935) wird der Einfluss des Razionalismo durch die klaren Geometrien und reduzierte Sprache deutlich. In dieser konsequenten Haltung entwirft Albini in der Folgezeit viele Projekte – vom Städtebau, über die Architektur bis zum Design.
1945 bis 1946 leitet Albini die Zeitschrift "Casabella" (damals noch unter dem Namen "Costruzioni Casabella").
In der unmittelbaren Nachkriegszeit wendet sich Albini hingegen der Architektur des Neorealismo zu. Seine zwischen 1949 und 1951 erbaute Jugendherberge "Pirovano" in Cervinia zählt zu den ersten kleinen Solitärbauten des Neorealismo. Das klare Bekenntnis zu einer traditionellen, vom ländlichen Kontext geprägten Architektur wird offensichtlich. Die charakteristische Holz- und Steinarchitektur der Alpen dient Albini als direktes Vorbild.
Ein Schlüsselprojekt für Albinis Œuvre ist die Gestaltung des Museums im Palazzo Bianco in Genua (1950–1951). Das von Albini dabei praktizierte deutliche Absetzen des Neuen vom Alten, das Sichtbarmachen der Kontraste ist wegweisend für viele weitere Museumsprojekte – wie etwa auch dem Museo di Castelvecchio in Verona von Carlo Scarpa – und das Bauen im historischen Bestand. Sowohl das Museum im Palazzo Bianco als auch Albinis Gesamtentwurf für das Museo del Tesoro di San Lorenzo, realisiert 1952–1956 in Genua, stehen für eine neue Art der Auseinandersetzung mit einer historischen Hülle. Albini versteht die Museumsräume als Behälter, in denen er in betont edler und zugleich zurückhaltender Art die Exponate präsentiert. Mit Stahlstelen, mit von Neonleuchten erhellten Vitrinen, mit weit von der Decke abgespannten Stahlseilen und beweglichen hydraulischen Metallständern demonstriert Albini eine vollkommen neue Museumsarchitektur.
Mit dem Bau des Kaufhauses "La Rinascente" in Rom (1959–1961) demonstriert Albini das subtile Einbinden eines modernen Gebäudes in einen historischen Kontext. Die dabei verwendete mattschwarze Stahlkonstruktion, die den Baukörper in der Horizontalen gliedert, ist eine betont moderne Interpretation der Gesimse der römischen Renaissancepalazzi. Die Ausfachung mit den rötlichen Steinplatten korrespondiert mit der vorhandenen Materialsprache der Stadt.
Albini ist einer der wichtigsten Vertreter des italienischen Rationalismus, den er – ähnlich wie BBPR – in der Nachkriegszeit in moderater Form anwendet.

### Lehrtätigkeit
Von 1949 bis 1954 arbeitet Albini als Dozent am Istituto Universitario di Architettura di Venezia (IUAV), ab 1952 unterrichtet er dort das Fach "Entwerfen und Innenraumgestaltung". 1954–1955 übernimmt er eine Gastprofessur an der Architekturfakultät des Politecnico di Torino, kurz danach kehrt er als Gastprofessor an das IUAV nach Venedig zurück.
Von 1964 bis 1977 lehrt Albini als ordentlicher Professor das Fach "Architektonisches Entwerfen" am Mailänder Polytechnikum.

## Bauten

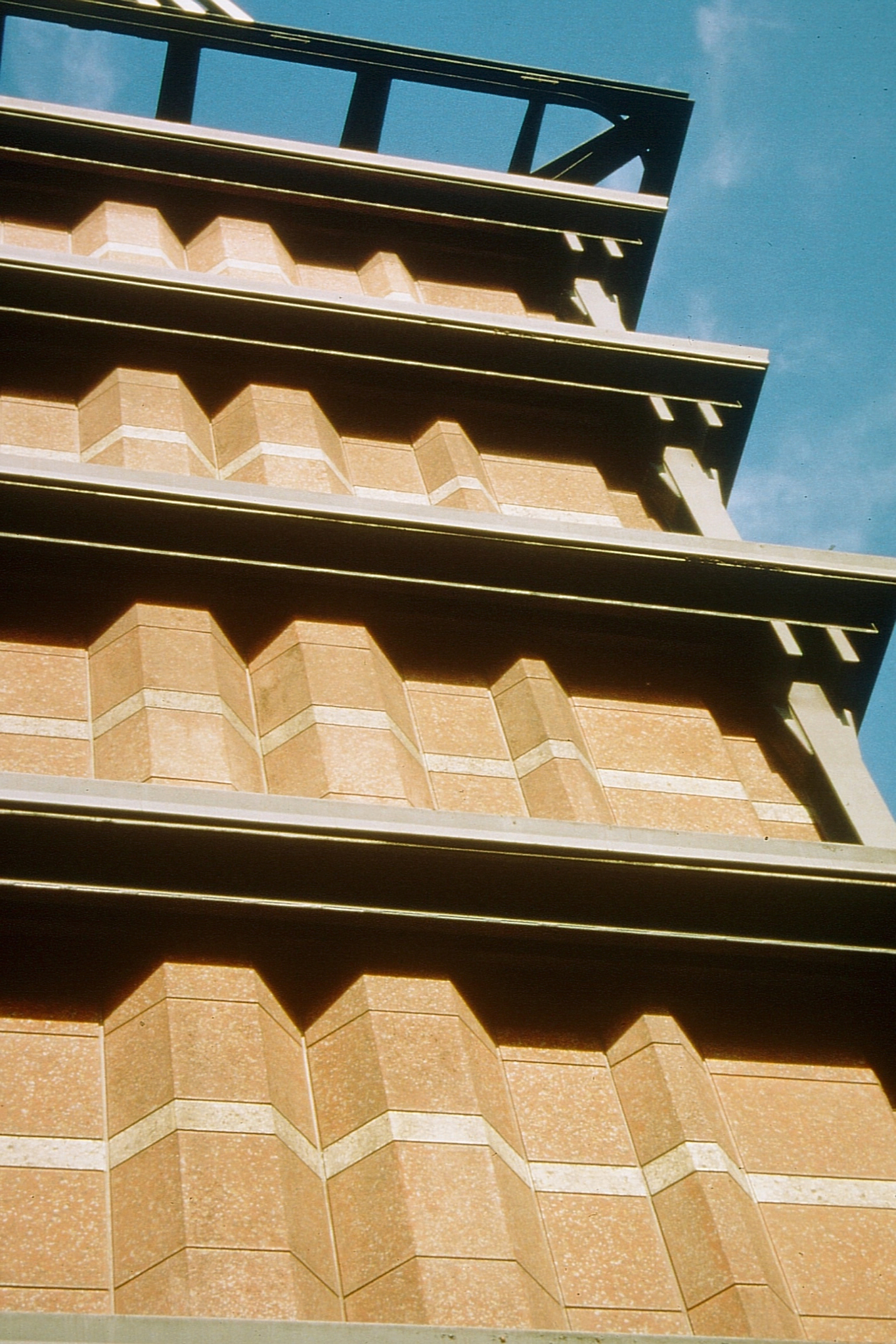
Fassadendetail des Kaufhauses 'La Rinascente' in Rom, 1959–1961

- 1935 INA-Pavillon auf der Mailänder Messe
- 1936 Denkmal für den Sieg in Afrika (Mailand)
- 1935–1938 Wohnanlage "Fabio Filzi"  (Mailand) mit Renato Camus und Giancarlo Palanti
- 1938 Stadtplanung Milano Verde (Mailand) mit Giuseppe Pagano, Ignazio Gardella, Giancarlo Palanti u. a.
- 1949–1951 Jugendherberge "Pirovano" (Cervinia)
- 1951 Versicherungsgebäude der INA (Parma)
- 1951 Museum des Palazzo Bianco (Genua)
- 1952 Neues Rathaus (Genua)
- 1952 Palazzo Rosso (Venedig)
- 1951–1953 INA-Casa-Siedlung (Cesate) mit BBPR, Ignazio Gardella und Giovanni Albricci
- 1959–1961 Kaufhaus La Rinascente (Rom)
- 1962–1969 Gestaltung der Untergrundbahnhöfe der Linie 1 (Mailand)
- 1963 S. Agostino-Museum (Genua)
- 1967 Thermengebäude (Salsomaggiore Terme)
- 1969–1973 Verwaltungsgebäude SNAM (San Donato Milanese)